# Five Nights at Freddy’s: Secret of the Mimic
Five Nights at Freddy’s: Secret of the Mimic (oft mit FNaF: SotM abgekürzt; deutsch: „Fünf Nächte bei Freddy's: Das Geheimnis des Nachahmers“) ist ein Survival-Horror-Computerspiel, das von Scott Cawthon erdacht, in Zusammenarbeit mit Steel Wool Studios entwickelt wurde und den elften offiziellen Teil der Serie Five Nights at Freddy’s darstellt. Es wurde am 13. Juni 2025 veröffentlicht.
Five Nights at Freddy’s: Secret of the Mimic ist der handlungstechnische Vorgänger von Five Nights at Freddy’s 2 und erzählt die Geschichte der Animatronic-Fabrik Murray's Costume Manor, die seit Jahren leer steht und von einem erfahrenen, aber völlig ahnungslosen Mitarbeiter des Konkurrenz-Unternehmens Fazbear Entertainment erkundet wird. Dabei wird er von einem bösartigen Wesen namens The Mimic erwartet und verfolgt und es entbrennt ein perfides Katz-und-Maus-Spiel.

## Inhalt

### Handlung
7. September 1979: Ein Mitarbeiter und Techniker von Fazbear Entertainment namens Arnold erkundet die verlassene, ruinöse und mittlerweile gerüchteumwobene Animatronic-Fabrik Murray's Costume Manor (MCM) des eigenbrötlerischen Erfinders und Tüftlers Edwin Murray. Dieser war vor einiger Zeit plötzlich sang- und klanglos verschwunden, obwohl er mit Arnolds Auftraggeber unter Vertrag stand. Fazbear's sieht den Vertrag verletzt und fordert nun sämtliches technisches Eigentum, das Edwin leihweise für seine Kreationen genutzt hatte, zurück. Arnolds Auftrag: nach zurückgelassenen, noch brauchbaren Animatronics Ausschau halten und sie bergen. Sein Hauptaugenmerk soll dabei einem Animatronic gelten, der gemäß dem Unternehmen „ein Meisterwerk an technischer Raffinesse“ und deshalb „besonders wertvoll“ sei. Während der Fahrt zu dem Anwesen erhält er noch die Anweisung, nach einem speziellen Datenträger Ausschau zu halten, den Fazbear Entertainment unbedingt benötige.
Zwar hochgradig übermüdet, aber zunächst noch zuversichtlich und fasziniert, erkundet Arnold die Fabrikhallen, Werkstätten und Lagerräume und deckt dabei eine Familientragödie auf, die sich zwischen 1974 und 1975 ereignet hatte: Edwin hatte seine Frau Fiona bei einer Brandkatastrophe verloren und bald darauf wurde sein kleiner Sohn David überfahren. Edwin versuchte daraufhin offenbar, seine Familie durch Roboter und KI zu ersetzen – was darin gipfelte, dass sich seine Schöpfung gegen ihn wandte und er selbst beinahe „ersetzt“ worden wäre. Obendrein musste Edwin feststellen, dass seine Firma durch Spionage und Sabotage in den Bankrott getrieben wurde. Im Jahr 1977 wurde Edwin augenscheinlich bei einer versehentlich herbeigeführten Explosion schwer verletzt. Seine Erfindung, eine futuristische KI, weigerte sich, ihm zu helfen. Daraufhin floh Edwin aus seiner Firma und tauchte unter oder verstarb (genau dieses wichtige Detail lässt das Spiel offen).
Zur gleichen Zeit stellt Arnold bald fest, dass er an seinem Zielort nicht willkommen ist und selbst in Lebensgefahr schwebt: The Mimic, ein Meisterwerk Murrays in Gestalt eines futuristischen Endoskeletts mit eingebauter, nicht minder futuristischer KI, stromert durch die Anlage und nimmt den Eindringling umgehend aufs Korn. Jahrelang in lädiertem Zustand allein gelassen, sinnt der Mimic auf Rache und will jeden Menschen töten, der von ihm weiß. Sein Ziel: entkommen, egal, was es kostet.
Das Ereignis-Datum des Spiels findet sich auf einem Auftragsformular, das der Protagonist bei sich trägt. Die Haupthandlung des Spiels ist somit zeitlich zwischen der hier erzählten Familientragödie im Jahr 1974/75 und den Rückblenden aus Five Nights at Freddy’s 4 (die im Jahr 1983 spielen) anzusiedeln.

### Enden
- Ende A: Arnold entkommt in seinem Van – nur um dort während der Autofahrt von The Mimic überrascht zu werden. Es stellt sich heraus, dass er die ganze Nacht über von Mimic genarrt worden war: Letzterer hatte heimlich die Stimme von Arnolds Anweiser aufgezeichnet und missbraucht, um Arnold dazu zu bewegen, ihn aus der Fabrik zu entlassen. Eine Abschlussszene, die nach den End-Credits spielt, enthüllt, dass Arnold von Mimic in einen Schnappschloss-Anzug tief unter Edwins Fabrik gesteckt wurde und dort nun jämmerlich verenden wird.
- Ende B: Arnold durchschaut im letzten Moment, dass er von jemandem getäuscht wird, der sich als Anweiser von Fazbear Entertainment ausgibt. Anstatt, wie gefordert, einen bestimmten Datenträger auszuhändigen, aktiviert Arnold das Abschiedsparty-Programm der Zirkusanlage. Daraufhin öffnet sich ein geheimer Zugang zu einer Prototyp-Version einer Freddy-Fazbear-Pizzeria, wo er einen futuristischen Computerserver namens F10-N4 (ein Zahlentrickser für den Namen „Fiona“, Edwins Frau) entdeckt. In der Zwischenzeit hat die Anlage dank Mimics rücksichtloser Hatz auf Arnold Feuer gefangen und wird zerstört. Auf seiner Flucht mit dem Van verunfallt Arnold, weil Mimic ihn angreift. Doch anstatt Arnold in die Fabrik zu verschleppen, nimmt Mimic den Datenträger an sich und lacht. Nun kann er so viele Mimic-Klone bauen, wie er will.
- Ende C: Arnold kann sich Zugang zum Herrenhaus der Familie Murray verschaffen und entdeckt dort Davids altes Kinderzimmer. Dort erwartet ihn der Mimic in einem begehbaren Kleiderschrank. Als Arnold einen Sprachcomputer aktiviert, der eine aufgezeichnete Gute-Nacht-Geschichte erzählt, scheint Mimic auf die Größe eines fünfjährigen Kindes zu schrumpfen. Er legt sich in Davids Kinderbett und deakiviert sich. Arnold verlässt MCM fluchtartig.

## Charaktere

### Menschen
- Arnold: ist ein völlig übermüdeter und frustrierter Fazbear Entertainment Angestellter. Er steht kurz davor, zu kündigen und nimmt den Auftrag nur an, weil das Unternehmen ihn vertraglich dazu erpresst. Der Spieler erlebt das Abenteuer aus Arnolds Perspektive.
- Edwin Murray: ist der Gründer und Besitzer von Murray's Costume Manor. Er verschwand vier Jahre vor Spielereignis urplötzlich und ohne Ankündigung und gilt zum Zeitpunkt der Spielehandlung offiziell als „verschollen“.
- Fiona Murray: eine Angestellte und die spätere Ehefrau von Edwin, die als Puppenspielerin und Bauchrednerin Karriere gemacht hatte. Edwin stellte sie ein, damit sie seinen weiblichen Animatronic-Charakteren ihre Stimme leiht.
- David: der kleine Sohn von Edwin. David wurde an oder kurz vor seinem 5. Geburtstag von einem Lieferwagen überfahren. Der Junge hatte eine interessante Form der Iris-Heterochromie.

### Animatronics
- The Mimic: ist der Haupt-Antagonist des Spiels. Seine Fähigkeiten, Stimmen zu imitieren und sich zu verkleiden, kommen hier besonders zum Tragen, auch seine Fähigkeit der Selbstreparatur kommt zum Einsatz. Mimic erscheint hier in folgenden Kostümrollen:
  - Mycellium Man: ein Maskottchen-Charakter in Gestalt eines anthropomorphen Pilzes mit weiß-grauem Körper und dunkelblauem (alternativ magentarotem) Hut.
  - Partytime Chica: ein gelbes, anthropomorphes Huhn mit Rollschuhen. Sie ist die schöpferische wie gestalterische Vorgängerin der so vertrauten und populären, klassischen „Chica“.
  - Nurse Dollie: ein Krankenschwester-Animatronic. Sie war ursprünglich gebaut worden, um andere Animatronics und Schnappschloss-Anzüge zu reparieren. Sie nutzt tatsächlich echte Defibrillatoren, um Arnold zu töten.
  - White Tiger: ein anthropomorpher, weißer Tiger mit grauschwarzen Streifen und einem blauen und einem grünen Auge. Diese Erscheinungsform nimmt Mimic während des Endkampfes an.
- Jackie: ein weiblicher Clown-Animatronic, der sehr wahrscheinlich von der KI des Mimic oder von Mimic selbst besessen ist. Jackie entkommt ihrer Musikbox und jagt den Spieler in die unterirdischen Wartungs- und Entwicklungshallen.
- Digi-Typer: ein anthropomorpher Roboter mit KI, der als Administrator und Büroassistent fungiert. Er war ursprünglich konstruiert worden, um die Massen an Post und Päckchen zu sortieren und weiterzuleiten, die fast täglich das Büro von MCM fluteten.
- Mr. Helpful: ein anthropomorpher Teddybär-Animatronic, der Besucher der Fabrik empfängt und Karnevalshows ankündigt. Seine virtuelle Form begrüßt und begleitet die Nutzer der Bürocomputer. Er ist gestalterisch wie rollenmäßig der Vorgänger von „Helpy“ aus Five Nights at Freddy's: Help Wanted 2.

### Sonstige
- Fazbear Entertainment LLC.: das Unternehmen, mit dem Edwin unter Vertrag stand (und wohl rein formell noch immer steht) und nun den Vertrag gebrochen sieht. Aus diesem Grund will das Unternehmen sämtliche bisherigen Wunderwerke von Edwin konfiszieren und (wieder-)verwenden.
- Best Birthday Co.: ein Unternehmen, das sich auf das Organisieren, Gestalten und Austragen von Geburtstagsfeiern spezialisiert hat. Es stand mit Edwin unter Vertrag und hatte bereits mehrere Maskottchen (darunter Birthday Puppy und Tootie) bestellt und gekauft.
- Happy Bee Inc.: ein Imkerei-Unternehmen, das Honig und honigbasierte Süßigkeiten produziert. Es hatte von Edwin das Maskottchen Swing Bee bestellt und gekauft und später sogar einen Animatronic in Gestalt einer Biene auf einer Schaukel in Auftrag gegeben.

## Entwicklungsgeschichte
Die ersten Diskussionen und die Entwicklung von Secret of the Mimic begannen Anfang 2022. Die volle Konzentration auf die Entwicklung begann nach der Veröffentlichung von Help Wanted 2 im Dezember 2023. Im August 2024, fast ein Jahr nach Beginn der vollständigen Entwicklung, veröffentlichten Scottgames und Steel Wool Studios einen Ankündigungsteaser zum sechsten Jahrestag des 10-jährigen Jubiläums der FNaF-Saga mit einem Veröffentlichungsfenster von 2025. Am 28. August veröffentlichte Steel Wool die PlayStation Store-Seite und enthüllte, dass das Spiel für Standard- und VR-Spiele entwickelt werden würde. Auf der PAX West 2024 hielt Steel Wool ab dem 30. August eine kurze, spielbare VR-Demo von Secret of the Mimic mit zwei Leveln ab.
Vor der Veröffentlichung des Spiels veröffentlichte Steel Wool am 13. Juni 2025 ein letztes Teaser-Video. Kurz darauf folgte die offizielle Veröffentlichung von Secret of the Mimic in den digitalen Stores von Steam, PlayStation und Epic Games.
Das Datum der Veröffentlichung wurde aus einem ganz bestimmten Grund gewählt: der 13. Juni 2025 war ein Freitag, der 13., ein Tag, der in der westlichen Folklore als „Unglückstag“ gilt. Ironischerweise verliefen Veröffentlichung und Test-Streams durch YouTuber und Influencer reibungslos.

## Spielmechanik
Das Spiel ist in hochauflösender 3D-Grafik gehalten und wird aus der Ich-Perspektive gespielt. Der Spieler kann sich durch die verschiedenen Dungeons frei bewegen und sie erkunden. Er kann gehen, rennen, sich ducken und ein wenig hopsen. Er kann seinen Kopf frei drehen und sich dadurch in aller Ruhe genauer umsehen.
Das Spiel bietet zahlreiche Puzzles und Hindernisse, die es zu lösen gilt. Gleichzeitig gibt es Abschnitte, in denen der Spieler von Antagonisten gejagt wird und dann schnell reagieren und handeln muss. Es gibt Versteckmöglichkeiten, wie zum Beispiel Schränke und Spinde. In anderen Abschnitten gilt es, sich lautlos zu bewegen, der Spieler muss sich sogar kostümieren, um nicht von umherstreunenden Animatronics (alternativ von The Mimic) getötet zu werden.

## Kritiken
Spielekritiken fallen bislang überwiegend positiv aus. Auf Metacritic erfährt das Spiel eine Bewertung von 8,2/10 basierend auf aktuell 84 Stimmen. Auf Steam erfährt das Spiel eine Gesamtbewertung von 85 % bei aktuell 6.147 Stimmen.